# Marina, Kalifornien
Marina är en stad (city) i Monterey County, i delstaten Kalifornien, USA. Enligt United States Census Bureau har staden en folkmängd på 20 041 invånare (2011) och en landarea på 23 km².